# Brody (gromada w powiecie sulechowskim)
Brody (od 29 lutego 1956 Pomorsko) – dawna gromada, czyli najmniejsza jednostka podziału terytorialnego Polskiej Rzeczypospolitej Ludowej w latach 1954–1972.
Gromady, z gromadzkimi radami narodowymi (GRN) jako organami władzy najniższego stopnia na wsi, funkcjonowały od reformy reorganizującej administrację wiejską przeprowadzonej jesienią 1954 r. do momentu ich zniesienia z dniem 1 stycznia 1973, tym samym wypierając organizację gminną w latach 1954–1972.
Gromadę Brody z siedzibą GRN w Brodach utworzono – jako jedną z 8759 gromad na obszarze Polski – w powiecie krośnieńskim w woj. zielonogórskim na mocy uchwały nr V/17/54 WRN w Zielonej Górze z dnia 5 października 1954. W skład jednostki weszły obszary dotychczasowych gromad Brody, Brzezie i Pomorsko ze zniesionej gminy Nietkowice w tymże powiecie.
1 stycznia 1955 gromadę włączono do powiatu sulechowskiego w tymże województwie, gdzie ustalono dla niej 14 członków gromadzkiej rady narodowej.
Gromadę zniesiono 29 lutego 1956 w związku z przeniesieniem siedziby GRN z Brodów do Pomorska i zmianą nazwy jednostki na gromada Pomorsko.